# Dan-Ola Eckerman
Dan-Ola Eckerman (Turku, 26 de março de 1963 — Turku, 21 de maio de 1994) foi um futebolista finlandês que já atuou no Turun Palloseura, e na Seleção Finlandesa de Futebol.